# عروس

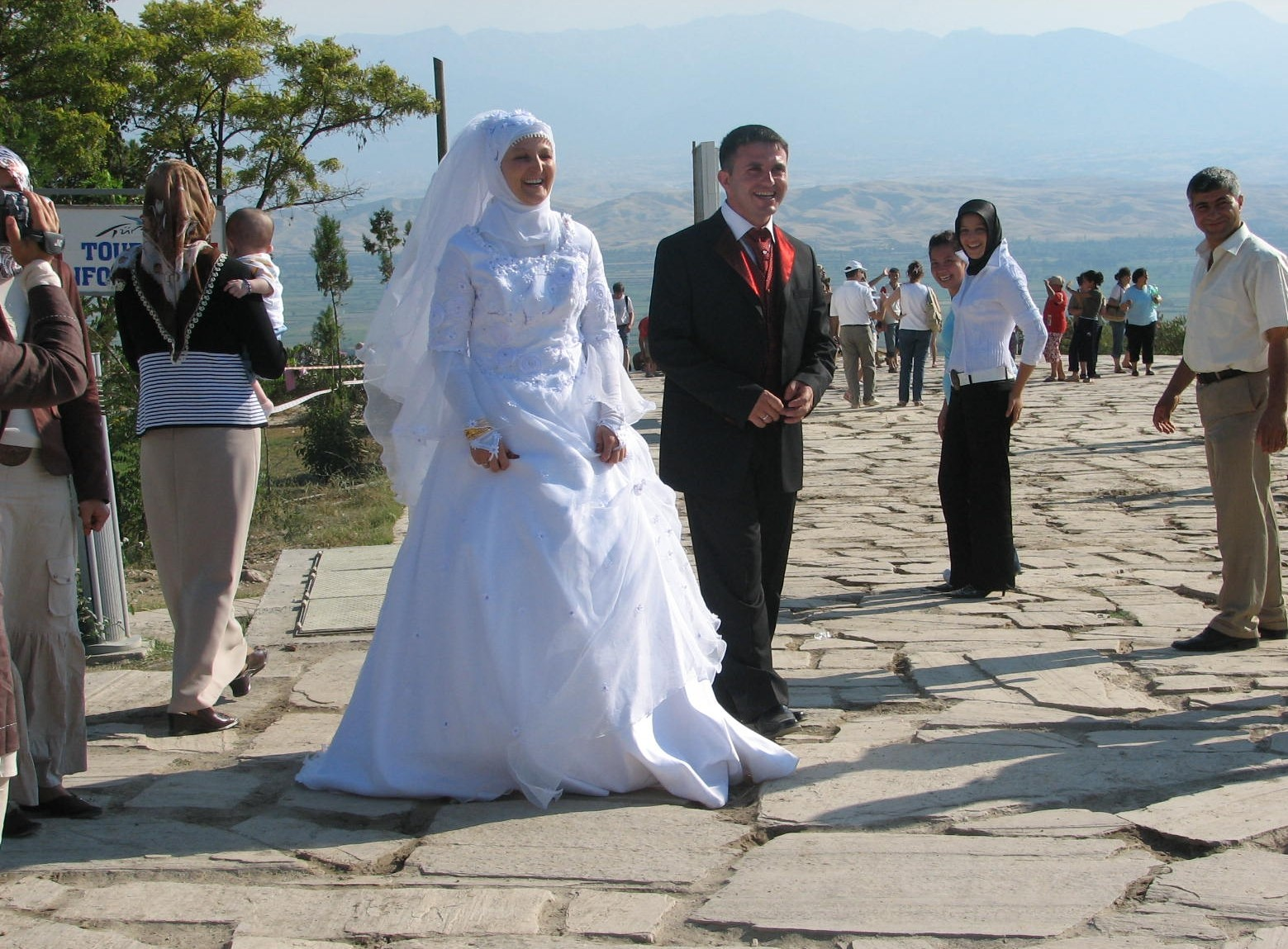
عروس وعريس بالزي الغربي

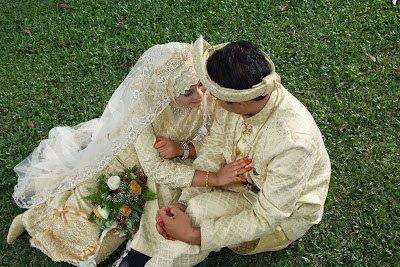
زوجين في إندونيسيا

العروس هي مرأة أوشكت على الزواج أو تزوجت حديثا. ترتبط بها عادات وتقاليد تختلف من ثقافة لأخرى ، تحكم سلوكها وملبسها أثناء حفل الزفاف وقبله وبعده تعبر غالبا عن مشاعرها ومشاعر من حولها بخصوص تحول حياتها لمرحلة جديدة. ولعل أغرب هذه العادات اختطاف العروس في قيرغيزستان، إلا أن ذلك من باب الاستثناء الذي يؤكد القاعدة، فالعروس تكون هي ومن حولها في أغلب الثقافات سعيدة ومتفائلة إلى المستقبل.